# Алолобофора
Алолобофора (Allolobophora) — рід кільчастих родини Lumbricidae.
Вперше цей рід був описаний Айзеном у 1874 році.
Види:
- Allolobophora chlorotica — алолобофора зеленувата.